# Mobilização estudantil no Chile em 2006
A mobilização estudantil de 2006 corresponde a uma série de manifestações realizadas por estudantes secundaristas do Chile entre abril e junho de 2006 e entre setembro e outubro do mesmo ano.
Esta mobilização é conhecida informalmente como Revolução dos Pinguins devido ao tradicional uniforme utilizado pelos estudantes.
Estima-se que mais de cem estudantes de mais de cem colégios do país se encontravam em mobilizações na sexta-feira 26 de maio, da greve nacional de estudantes convocada para 30 de maio, que contou com uma adesão de mais de 600.000 estudantes, tornando-se o maior protesto de estudantes na história do Chile, superando os ocorridas em 1972 durante o governo de Salvador Allende e seu projeto da Escola Nacional Unificada e durante os anos 1980 contra as políticas do Regime Militar.
Essas mobilizações englobam diversas reivindicações pleiteadas pelos estudantes, entre as que se destacam:
- Abolição da Lei Orgânica Constitucional de Ensino.
- Abolição do Decreto Supremo 524 de 10 de abril de 1990, que regula os Centros de Alunos
- Fim da municipalização do ensino.
- Estudo e reformulação da Jornada Escolar Completa (JEC).
- Gratuidade da Prueba de Selección Universitaria (PSU - Prova de Seleção Universitária).
- Passe escolar gratuito e unificado.
- Tarifa escolar gratuita no transporte escolar para o ensino médio.

Em 1 de junho, a presidente Michelle Bachelet se dirigiu à nação em cadeia nacional voluntária de rádio e televisão anunciando novas medidas para melhorar a qualidade e o acesso à educação, que satisfaziam a maioria das demandas dos estudantes. Contudo, a Assembleia Nacional Estudantil rejeitou as propostas do governo e convocou uma nova greve nacional para a segunda-feira 5 de junho. Após esta greve, o movimento perdeu força, e, ao final, os estudantes anunciaram o fim da principal onda de mobilizações no dia 9 de junho. As mobilizações seriam posteriormente retomadas nos meses posteriores, ainda que sem o mesmo êxito.

## Antecedentes

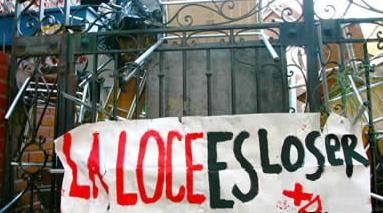
Cartez em um liceu em toma durante as protestos que
diz: "A LOCE é loser"

A Lei Orgânica Constitucional de Ensino (Lei Nº 18.962), debatida durante 7 anos e aprovada pela Junta de Governo, foi promulgada em 7 de março de 1990 pelo general Augusto Pinochet e publicada no dia 10 de março, um dia antes do fim do regime militar. Apesar de diversas críticas, principalmente de estudantes e professores, mas também, de membros da governante Concertação, se manteve praticamente inalterada durante mais de dezesseis anos. A lei estabelece, entre outras normas, que o papel do estado na educação corresponde somente ao de um ente regulador e protetor, delegando a responsabilidade de educar a corporações privadas, e reduz a participação de grupos de estudantes e funcionários não-acadêmicos nas decisões relativas aos estabelecimentos de educação. Por outro lado, dá liberdade quase total para o estabelecimento de centros educacionais, exigindo-se requisitos mínimos, e não estabelece medidas reguladoras básicas: em suma, permite a "liberdade de educação", onde entes privados podem criar estabelecimentos educacionais como universitários.
Durante a década de 1990, um dos principais objetivos que assumiram os governos da Concertação foi a reforma educacional chilena, concretizada durante o governo de Eduardo Frei Ruiz-Tagle, cujos principais pilares era a Jornada Escolar Completa (JEC). Contudo, durante a última década, a qualidade da educação caíra a níveis preocupantes, apesar do alto gasto que despendido na educação pública. Por outro lado, de acordo com alguns estudos, a JEC não fora implementada de maneira correta nem surtiu os efeitos esperados.
Durante os anos 2000, um novo foco de luta estudantil surgiu a respeito da situação do transporte escolar e à mudança na Prueba de Aptitud Académica (Prova de Aptidão Acadêmica), o que motivou diversas mobilizações, das quais a mais importante foi a do ano 2001, conhecida como Mochilazo (Mochilaço). Mesmo que anualmente certos acordos menores fossem sendo obtidos e diálogo fosse se estabelecendo entre o Ministério da Educação, nunca houve resoluções definitivas com respeito a temas como a qualidade da educação.

## Acontecimentos

### As primeiras mobilizações

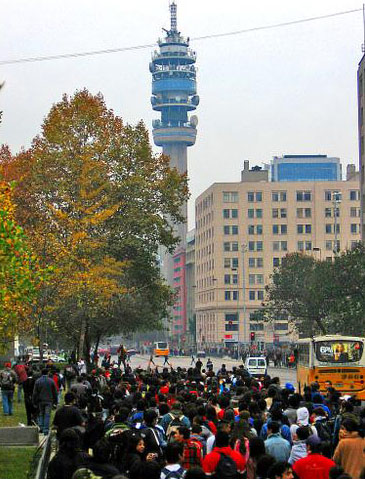
Marcha de estudantes pelo centro de Santiago.

Durante o mês de abril de 2006, ante os anúncios de um aumento no preço de inscrição na Prueba de Seleccão Universitaria (que durante o ano 2005 havia alcançado 19.000 pesos chilenos, cerca de 36 dólares ou 30 euros da época, aproximadamente), devido às despesas que o exercício dava ao Departamento de Avaliação, Medição e Registro Educacional (DEMRE), dependente da ‘’Universidad de Chile’’, e de que o passe escolar somente poderia ser utilizado duas vezes por dia com a aplicação do plano Transantiago (projeto de renovação do transporte público da capital chilena, que se iniciou em 10 de fevereiro de 2007), diversos colégios de Santiago participaram de marchas na Avenida Libertador Bernardo O'Higgins, exigindo passe escolar liberado e gratuidade da PSU para os três primeiros quintos. Contudo, durante esses protestos, começaram a acontecer atos violentos por parte dos manifestantes, o que motivou a intervenção da polícia, que deteve quarenta e sete estudantes durante a primeira marcha, em 26 de abril.
Nos dias seguintes se realizaram novas manifestações, desta vez sem permissão da intendência metropolitana; desse modo, foram desarticuladas pela polícia, devido aos atos de violência produzidos em diversas manifestações, com danos ao mobiliário público de cifras milionárias.
O Ministério da Educação, comunicou que seriam dadas bolsas de estudo para a PSU aos três quintos de menores ingressos e que o passe se manteria sem restrições, o que não satisfez os grupos de alunos, que insistiram em suas demandas de PSU gratuita para os três primeiros quintos de ingresso, de passe escolar gratuito e de uma revisão completa da JEC.
Dias depois dos violentos protestos do 1 de maio, durante o Dia Internacional do Trabalhador, os alunos de Educação Média de diversos colégios de Santiago realizaram uma nova marcha, desta vez nas imediações do Parque Almagro, mas os atos de violência se repitiram e a polícia deteve mais de oitocentos no dia 10 de maio, enquanto nas regiões se produziam atos similares, com um total de 1.024 estudantes detidos.

Dessa maneira, os atos de violência provocaram o rechaço do governo aos protestos escolares: 

## Ver Também
- Mobilização estudantil no Chile em 2011-2012